# 111 South Wacker Drive
111 South Wacker Drive ist Name und Adresse eines Wolkenkratzers in Chicago. Die Höhe des nach zwei Jahren Bauzeit im Jahr 2005 fertiggestellten Gebäudes beträgt 207 Meter. Eine Gesamtnutzfläche von über 90.000 Quadratmetern bietet auf 51 oberirdischen Stockwerken verschiedene Büroeinrichtungen. Das Bauwerk besitzt eine rechteckige Grundfläche und endet mit einem Flachdach. Die Fassade ist mit Glas verkleidet und durch zusätzliche schräg verlaufende Stahlverstrebungen gestützt. Im Inneren des Wolkenkratzers befindet sich ein massiver Betonkern, der neben Treppenhäusern und Versorgungsleitungen auch acht Personenaufzüge beinhaltet.
Auf seinem Bauplatz am South Wacker Driver im Stadtteil Chicago Loop befand sich vor seiner Errichtung das U.S. Gypsum Building, ein niedrigerer Wolkenkratzer, der jedoch abgerissen wurde.